# Jogos do Mediterrâneo de 2018
Os Jogos Mediterrâneos de 2018, oficialmente XVIII Jogos do Mediterrâneo (em espanhol: XVIII Juegos Mediterráneos de 2018, em inglês: XVIIIth Mediterranean Games), foi a décima oitava edição do evento multidesportivo no qual se fazem presentes atletas das nações filiadas à Comitê Internacional dos Jogos do Mediterrâneo (CIJM). Os Jogos foram realizados em Tarragona, Espanha, entre 22 de julho e 1º de julho de 2018.

## Eleição da cidade-sede
A cidade anfitriã foi anunciada durante a Assembleia Geral agendada, que teve lugar em Mersin, Turquia (anfitriões dos Jogos do Mediterrâneo de 2013), em 15 de outubro de 2011. As candidatas finais foram Alexandria e Tarragona, sendo que Tarragona venceu por 36 votos a 34.
- Alexandria, Egito[3]

Alexandria sediou os primeiros Jogos do Mediterrâneo e planejava construir uma nova Vila Olímpica para os Jogos Mediterrâneos de 2017 na icônica cidade sul-mediterrânea.
- Tarragona, Espanha[4]

Sob o lema "A história fazendo história", Tarragona planejou levar os Jogos para a Espanha pela terceira vez, após as edições de 1955, em Barcelona, e 2005, em Almería.
| Cidade     | Nação   | 1º rodada |
| Tarragona  | Espanha | 36        |
| Alexandria | Egito   | 34        |

## Mudança de ano e outra crise
Em 9 de novembro de 2016, foi anunciado pelo Comitê Internacional dos Jogos do Mediterrâneo (ICMG) que Tarragona adiou a realização dos Jogos do Mediterrâneo de 2017 para 2018 devido a problemas de financiamento causado pela instabilidade política e econômica espanhola.
Algumas dúvidas foram expressas em 2017 sobre a realização dos jogos devido a Crise constitucional espanhola de 2017 depois que o governo catalão declarou unilateralmente a independência da Catalunha em 27 de outubro de 2017.

## Mascote
Tarracus, um personagem humanoide usando um capacete romano, foi revelado em maio de 2016 como o mascote para os Jogos de Mediterrâneo de 2018. O padrão na pluma do capacete é baseada na bandeira de Tarragona.

## Países participantes
| Lista de países participantes |
| --- |
| - ALB Albânia (441) - ALG Argélia (233) - AND Andorra (34) - BIH Bósnia e Herzegovina (70) - CRO Croácia (99) - CYP Chipre (123) - EGY Egito (177) - SLO Eslovênia (174) - ESP Espanha (396) (sede) - FRA França (310) - GRE Grécia (299) - ITA Itália (419) - KOS Kosovo (40) - LIB Líbano (21) - LBA Líbia (30) - MLT Malta (11) - MON Mônaco (22) - MNE Montenegro (57) - MAR Marrocos (114) - POR Portugal (233) - MKD Macedônia do Norte (72) - SMR San Marino (16) - SRB Sérvia (140) - SYR Síria (33) - TUN Tunísia (132) - TUR Turquia (349) |

## Esportes
Triatlo foi a única modalidade inédita no programa dos Jogos do Mediterrâneo. Hipismo e Golfe retornaram após estarem ausentes em Mersin. Eventos paralímpicos serão disputados na natação e atletismo. O torneio de basquetebol será realizado no formato 3x3. O boxe e o futebol será disputado apenas por homens, enquanto que a ginástica rítmica será exclusivamente feminina. O número entre parênteses indica o número de eventos por modalidade.
| - Atletismo (34) - Atletismo paralímpico (1) - Badminton (4) - Basquetebol 3x3 (4) - Bowls (9) - Boxe (9) - Canoagem (5) - Caratê (10) - Ciclismo (4) - Esgrima (4) - Esqui aquático (2) - Futebol (1) | - Ginástica: - Artística (14) - Rítmica (1) - Golfe (4) - Halterofilismo (24) - Handebol (2) - Hipismo (2) - Judô (14) - Lutas (14) - Natação (38) - Natação paralímpica (2) | - Polo aquático (2) - Remo (6) - Taekwondo (8) - Tênis (4) - Tênis de mesa (4) - Tiro (6) - Tiro com arco (4) - Triatlo (2) - Vela (4) - Voleibol (2) - Voleibol de praia (2) |

## Calendário
| CA | Cerimônia de abertura | ● | Competições | 1 | Finais | CE | Cerimônia de encerramento |

| Junho / Julho     | Junho / Julho       | 22 Sex | 23 Sáb | 24 Dom | 25 Seg | 26 Ter | 27 Qua | 28 Qui | 29 Sex | 30 Sáb | 1º Dom | Eventos |
| ----------------- | ------------------- | ------ | ------ | ------ | ------ | ------ | ------ | ------ | ------ | ------ | ------ | ------- |
| Cerimônias        | Cerimônias          | CA     |        |        |        |        |        |        |        |        | CE     |         |
| Atletismo         | Atletismo           |        |        |        |        |        | 5      | 7      | 11     | 12     |        | 35      |
| Badminton         | Badminton           |        | ●      | ●      | 2      | 2      |        |        |        |        |        | 4       |
| Basquetebol 3x3   | Basquetebol 3x3     |        |        |        |        |        | ●      | ●      | 2      |        |        | 2       |
| Bowls             | Bowls               |        |        |        |        |        |        | ●      | 4      | 5      |        | 9       |
| Boxe              | Boxe                |        |        |        | ●      | ●      | ●      | ●      | ●      | 9      |        | 9       |
| Canoagem          | Canoagem            |        | ●      | 5      |        |        |        |        |        |        |        | 5       |
| Caratê            | Caratê              |        | 7      | 3      |        |        |        |        |        |        |        | 10      |
| Ciclismo          | Ciclismo            |        |        |        |        |        | 2      |        |        | 2      |        | 4       |
| Esgrima           | Esgrima             |        |        | 2      | 2      |        |        |        |        |        |        | 4       |
| Esqui aquático    | Esqui aquático      |        | ●      | 2      |        |        |        |        |        |        |        | 2       |
| Futebol           | Futebol             | ●      |        | ●      |        | ●      |        | ●      | ●      | 1      |        | 1       |
| Ginástica         | Ginástica artística |        | ●      | 2      | 2      | 10     |        |        |        |        |        | 14      |
| Ginástica         | Ginastica rítmica   |        |        |        |        |        |        |        | ●      | 1      |        | 1       |
| Golfe             | Golfe               |        |        |        | ●      | ●      | ●      | 4      |        |        |        | 4       |
| Halterofilismo    | Halterofilismo      |        | 4      | 6      | 4      | 6      | 4      |        |        |        |        | 24      |
| Handebol          | Handebol            |        | ●      | ●      | ●      | ●      | ●      | ●      | ●      | 1      | 1      | 2       |
| Hipismo           | Hipismo             |        |        |        |        |        | 1      |        | 1      |        |        | 2       |
| Judô              | Judô                |        |        |        |        |        | 5      | 5      | 4      |        |        | 14      |
| Lutas             | Lutas               |        |        | ●      | 5      | 4      | 5      |        |        |        |        | 14      |
| Natação           | Natação             |        | 13     | 13     | 14     |        |        |        |        |        |        | 40      |
| Polo aquático     | Polo aquático       |        |        |        |        |        | ●      | ●      | ●      | 1      | 1      | 2       |
| Remo              | Remo                |        |        |        |        |        |        | ●      | ●      | 6      |        | 6       |
| Taekwondo         | Taekwondo           |        |        |        |        |        |        | 3      | 3      | 2      |        | 8       |
| Tênis             | Tênis               |        |        |        |        | ●      | ●      | ●      | 2      | 2      |        | 4       |
| Tênis de mesa     | Tênis de mesa       |        |        |        |        | ●      | ●      | 2      | ●      | 2      |        | 4       |
| Tiro              | Tiro                |        | 2      | 4      |        |        |        |        |        |        |        | 6       |
| Tiro com arco     | Tiro com arco       | ●      | ●      | 4      |        |        |        |        |        |        |        | 4       |
| Triatlo           | Triatlo             |        | 2      |        |        |        |        |        |        |        |        | 2       |
| Vela              | Vela                |        | ●      | ●      | ●      | ●      | ●      | ●      | 4      |        |        | 4       |
| Voleibol          | Voleibol            | ●      | ●      | ●      | ●      | ●      | ●      | ●      | ●      | ●      | 2      | 2       |
| Voleibol de praia | Voleibol de praia   |        |        |        |        |        |        | ●      | ●      | 2      |        | 2       |
| Total de eventos  | Total de eventos    | 0      | 28     | 41     | 29     | 22     | 22     | 21     | 31     | 46     | 4      | 244     |
| Total acumulado   | Total acumulado     | 0      | 28     | 69     | 98     | 120    | 142    | 163    | 194    | 240    | 244    | —       |
| Junho / Julho     | Junho / Julho       | 22 Sex | 23 Sáb | 24 Dom | 25 Seg | 26 Ter | 27 Qua | 28 Qui | 29 Sex | 30 Sáb | 1º Dom | Eventos |

## Quadro de medalhas
País-sede destacado
| Ordem | País                     | Medalha de ouro | Medalha de prata | Medalha de bronze | Total |
| ----- | ------------------------ | --------------- | ---------------- | ----------------- | ----- |
| 1     | ITA Itália               | 56              | 55               | 45                | 156   |
| 2     | ESP Espanha              | 38              | 40               | 44                | 122   |
| 3     | TUR Turquia              | 31              | 25               | 39                | 95    |
| 4     | FRA França               | 28              | 31               | 40                | 99    |
| 5     | EGY Egito                | 18              | 11               | 16                | 45    |
| 6     | GRE Grécia               | 12              | 14               | 21                | 47    |
| 7     | SRB Sérvia               | 12              | 11               | 9                 | 32    |
| 8     | MAR Marrocos             | 10              | 7                | 7                 | 24    |
| 9     | CRO Croácia              | 9               | 5                | 3                 | 17    |
| 10    | TUN Tunísia              | 6               | 13               | 13                | 32    |
| 11    | SLO Eslovênia            | 4               | 9                | 23                | 36    |
| 12    | CYP Chipre               | 4               | 2                | 2                 | 8     |
| 13    | POR Portugal             | 3               | 8                | 13                | 24    |
| 14    | KOS Kosovo               | 3               | 1                |                   | 4     |
| 15    | ALG Argélia              | 2               | 4                | 7                 | 13    |
| 16    | SYR Síria                | 2               | 2                | 3                 | 7     |
| 17    | MKD Macedônia do Norte   | 2               | 1                | 3                 | 6     |
| 18    | SMR San Marino           | 2               |                  |                   | 2     |
| 19    | BIH Bósnia e Herzegovina | 1               | 1                | 3                 | 5     |
| 20    | ALB Albânia              | 1               | 1                |                   | 2     |
| 21    | MNE Montenegro           |                 | 2                | 2                 | 4     |
| 22    | MON Mônaco               |                 | 2                |                   | 2     |
| 23    | LIB Líbano               |                 | 1                |                   | 1     |
| 24    | MLT Malta                |                 |                  | 1                 | 1     |
|       | AND Andorra              |                 |                  |                   | 0     |
|       | LBA Líbia                |                 |                  |                   | 0     |
| TOTAL | TOTAL                    | 244             | 246              | 294               | 784   |